# Pakubuwono IX
Pakubuwono IX, noto anche come Pakubuwana IX (Surakarta, 22 dicembre 1830 – Surakarta, 16 marzo 1893), è stato un sovrano indonesiano.
Fu sunan di Surakarta dal 1861 fino alla sua morte.

## Biografia

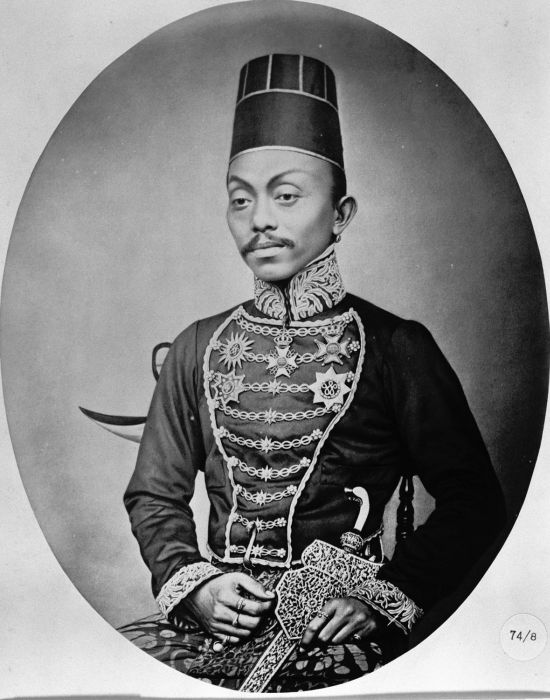
Ritratto del giovane Pakabuwono IX

Nato Raden Mas Duksina, era figlio di Pakubuwono VI. Era ancora nel grembo materno quando suo padre fu bandito dagli olandesi sull'isola di Ambon per aver sostenuto la ribellione del principe Diponegoro. Egli nacque il 22 dicembre 1830, ma ovviamente non poté assurgere da subito al trono e per questo, pur mantenendo il ruolo di principe ereditario, vide succedersi Pakubuwono VII e Pakubuwono VIII, suoi zii.
Pakubuwono IX salì infine al trono il 30 dicembre 1861. Malgrado la presenza a corte del famoso poeta Ranggawarsta, le relazioni tra il sovrano e questi non erano ottimali a causa di una calunnia che gli olandesi a suo tempo avevano diffuso, secondo la quale Mas Pajangswara, padre di Ranggawarsta, aveva tradito il sovrano rivelando la sua alleanza col principe Diponegoro, fatto che era costato a Pakubuwono VI l'esilio e la morte ad Ambon. Mas Pajangswara venne ritrovato morto dopo le torture inflittegli in prigione dagli olandesi per costringerlo a confessare, ma la storiografia moderna ha trovato prove del fatto che egli non rivelò mai nulla agli olandesi, i quali erano semplicemente alla ricerca di un pretesto per arrestare e deporre il sovrano.
Ranggawarsita, la cui carriera era ormai entrata nella fase declinante, cercò di recuperare le relazioni col nuovo sovrano dedicandogli l'opera Serat Cemporet da lui composta, ma non mancò di esprimere il proprio disagio attraverso Serat Kalatida, la sua opera più conosciuta, nella quale però lodò Pakubuwana IX per distinguersi come sovrano saggio, ma circondato da funzionari che amavano compiacerlo per tornaconto personale.
Pakubuwana IX ebbe due mogli, Pakubuwana e Maduretna, oltre a numerose concubine dalle quali ebbe in tutto 57 tra figli e figlie. Durante il suo regno, la situazione del sunanato di Surakarta migliorò rapidamente. Il sovrano rinnovò molte aree del palazzo di Surakarta, oltre a restaurare molti edifici della capitale.
Il governo di Pakubuwana IX perdurò per 32 anni e si concluse con la sua morte, avvenuta il 16 marzo 1893. Venne succeduto al trono dal figlio Pakubuwono X.